# Parlamentswahl in Grönland 2018
- IA: 8
- S: 9
- NQ: 1
- PN: 4
- D: 6
- A: 2
- SA: 1

Die Parlamentswahl in Grönland 2018 war die dreizehnte Wahl zum Inatsisartut, dem grönländischen Parlament. Die Wahl fand am 24. April 2018 statt.

## Wahlrecht
Die 31 Abgeordneten des Inatsisartut wurden unter Anwendung des Verhältniswahlrechts bestimmt. Es gab nur einen Wahlkreis und alle Kandidaten traten landesweit an. Die Sitzzuteilung erfolgt nach dem D’Hondt-Verfahren.

## Ausgangslage

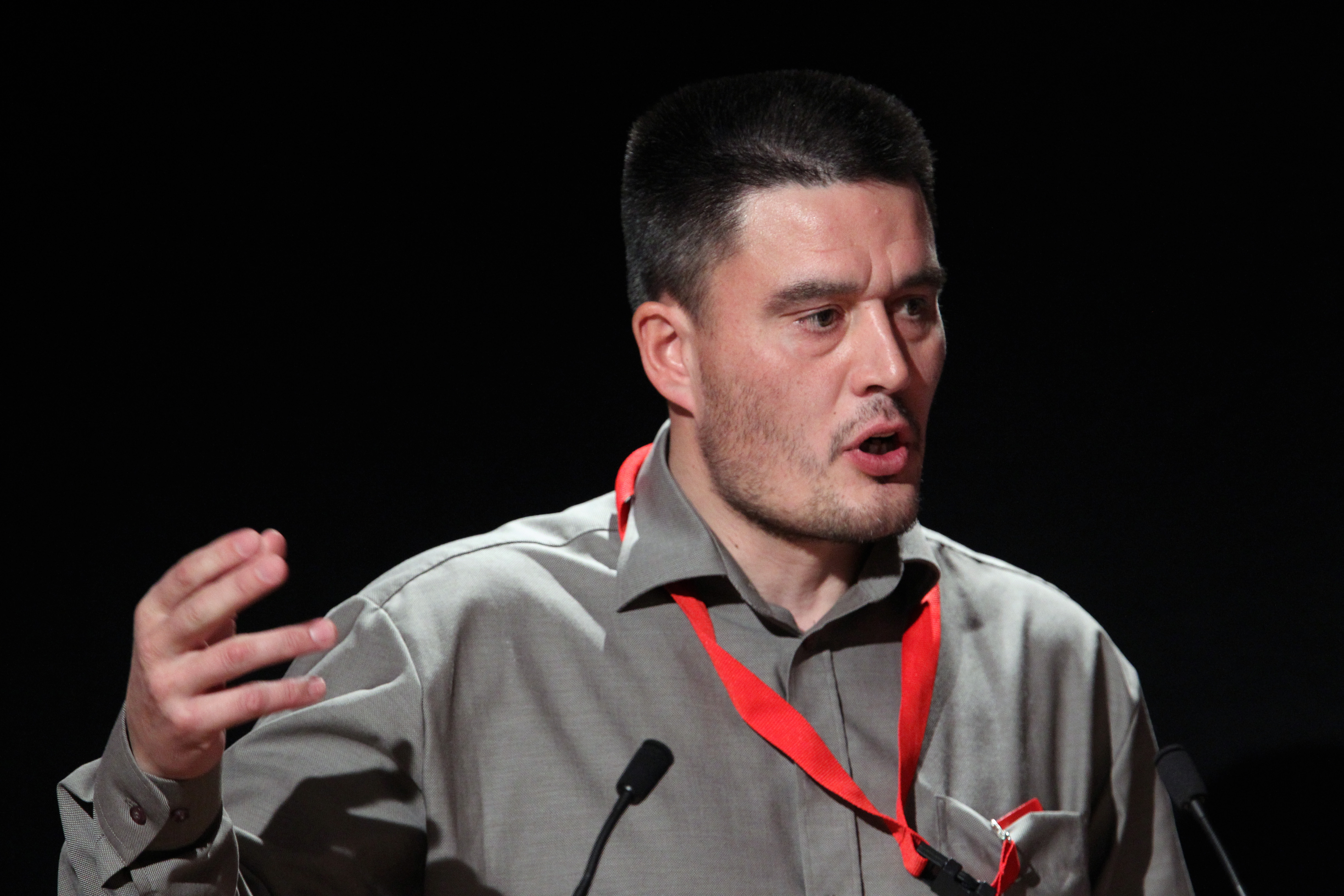
Kim Kielsen, amtierender Premierminister

Nach der Wahl 2014 bildete Kim Kielsen eine Koalition aus Siumut, Demokraatit und Atassut (Kabinett Kielsen I). Die Koalition zerbrach 2016 und Kim Kielsen führte die Legislaturperiode mit einer Koalition aus Siumut, Inuit Ataqatigiit und Partii Naleraq zu Ende (Kabinett Kielsen II). Die Wahl musste verfassungsgemäß vier Jahre nach der letzten Wahl stattfinden, also spätestens am 27. November 2014. Am 13. März 2018 legte das Parlament auf Vorschlag von Kim Kielsen den Termin auf den 24. April fest.

## Teilnehmende Parteien
Zur Wahl traten erstmals sieben verschiedene Parteien an. Die Nunatta Qitornai und die Suleqatigiissitsisut wurden erst Ende 2017 bzw. Anfang 2018 von Vittus Qujaukitsoq bzw. Michael Rosing und Tillie Martinussen gegründet und traten somit erstmals an. Am 12. und 13. März gaben sie die Unterschriften ab, die zum Antritt benötigt werden. Die separatistische Partii Inuit löste sich nach der Wahl 2014, bei der sie aus der Regierung direkt unter die Hürde fiel, die noch einen Sitz bedeutet hätte, auf. Die ehemaligen Parteimitglieder traten für die ebenfalls die Unabhängigkeit Grönlands anstrebende Partii Naleraq an.
| Partei | Partei               | Kürzel | Deutsche Bedeutung         | Ausrichtung                                   | Vorsitzender               |
| ------ | -------------------- | ------ | -------------------------- | --------------------------------------------- | -------------------------- |
|        | Siumut               | S      | Vorwärts                   | sozialdemokratisch                            | Kim Kielsen                |
|        | Inuit Ataqatigiit    | IA     | Gemeinschaft der Inuit     | demokratisch-sozialistisch                    | Sara Olsvig                |
|        | Demokraatit          | D      | Demokraten                 | sozialliberal                                 | Randi Vestergaard Evaldsen |
|        | Partii Naleraq       | PN     | Partei Peilmarke           | zentristisch, populistisch                    | Hans Enoksen               |
|        | Atassut              | A      | Gemeinsinn                 | konservativ, wirtschaftsliberal, unionistisch | Siverth K. Heilmann        |
|        | Nunatta Qitornai     | NQ     | Kinder unseres Landes      | separatistisch, wirtschaftsliberal            | Vittus Qujaukitsoq         |
|        | Suleqatigiissitsisut | SA     | Zusammen arbeiten Lassende | unionistisch                                  | Michael Rosing             |

## Kandidaten
Bei der Wahl traten 232 Kandidaten an, die sich folgendermaßen auf die sieben Parteien verteilten:
| Partei               | Kandidaten |
| -------------------- | ---------- |
| Siumut               | 59         |
| Inuit Ataqatigiit    | 62         |
| Demokraatit          | 34         |
| Partii Naleraq       | 35         |
| Atassut              | 19         |
| Nunatta Qitornai     | 15         |
| Suleqatigiissitsisut | 8          |

Bis auf Suka K. Frederiksen, Lars-Emil Johansen, Martha Lund Olsen (alle Siumut) und Aaja Chemnitz Larsen (Inuit Ataqatigiit) kandidierten alle bisherigen Abgeordneten erneut. Von denjenigen, die in der letzten Wahlperiode als Nachrücker Mitglied gewesen waren, verzichteten Jens-Erik Kirkegaard (Siumut) und Poul Hansen (Demokraatit) auf eine erneute Kandidatur. Dazu kamen Ole Dorph, Evelyn Frederiksen, Lars Karl Jensen, Otto Jeremiassen (alle Siumut), Olga P. Berthelsen, Harald Bianco, Stine Egede, Kiista Lynge Høegh, Jane P. Lantz, Storm Ludvigsen (alle Inuit Ataqatigiit), Niels Thomsen (Demokraatit), Saxtorph Didriksen, Finn Karlsen, Lars P. Mathæussen, Jens Napaattooq, Nikku Olsen, Ole Thorleifsen (alle Partii Naleraq) und Aleqa Hammond (Nunatta Qitornai), die in vorherigen Legislaturperioden im Inatsisartut saßen, 2014 aber nicht antraten oder nicht gewählt wurden.

## Umfragen
Eine im März erhobene Umfrage von HS Analyse gab erste Tendenzen für das Wahlergebnis. Eine weitere Erhebung wurde im April durchgeführt. Die Zahl in Klammern gibt die Anzahl der prognostizierten Parlamentssitze an.
| Institut       | Datum         | Siumut      | Inuit Ataqatigiit | Demokraatit | Partii Naleraq | Atassut   | Nunatta Qitornai | Suleqatigiissitsisut |
| Parlamentswahl | 25. Apr. 2018 | 27,4 % (9)  | 25,8 % (8)        | 19,7 % (6)  | 13,6 % (4)     | 6,0 % (2) | 4,1 % (1)        | 3,5 % (1)            |
| -------------- | ------------- | ----------- | ----------------- | ----------- | -------------- | --------- | ---------------- | -------------------- |
| HS Analyse     | Apr. 2018     | 27,4 % (9)  | 31,0 % (10)       | 18,8 % (6)  | 11,1 % (3)     | 5,2 % (1) | 3,6 % (1)        | 2,9 % (1)            |
| HS Analyse     | Mär. 2018     | 32,6 % (11) | 33,7 % (11)       | 12,6 % (4)  | 10,6 % (3)     | 4,1 % (1) | 4,6 % (1)        | 1,8 % (0)            |
| Parlamentswahl | 28. Nov. 2014 | 34,7 % (11) | 33,5 % (11)       | 11,9 % (4)  | 11,7 % (3)     | 6,6 % (2) | – (–)            | – (–)                |

## Ergebnis
Die Siumut gewann die Wahl trotz erheblicher Verluste vor der ebenfalls deutlich geschwächten Inuit Ataqatigiit. Deutlichste Wahlsieger waren die Demokraatit. Auch die neugegründeten Parteien Suleqatigiissitsisut und Nunatta Qitornai profitierten von den Verlusten der beiden stärksten Parteien des Landes und konnten jeweils einen Sitz im Inatsisartut gewinnen.
| Partei            | Partei               | Stimmen | Stimmen | Stimmen | Sitze  | Sitze |
| Partei            | Partei               | Anzahl  | %       | +/−     | Anzahl | +/−   |
| ----------------- | -------------------- | ------- | ------- | ------- | ------ | ----- |
|                   | Siumut               | 7.959   | 27,4    | −7,2    | 9      | −2    |
|                   | Inuit Ataqatigiit    | 7.478   | 25,8    | −7,7    | 8      | −3    |
|                   | Demokraatit          | 5.712   | 19,7    | +7,8    | 6      | +2    |
|                   | Partii Naleraq       | 3.931   | 13,6    | +1,9    | 4      | +1    |
|                   | Atassut              | 1.730   | 6,0     | −0,6    | 2      | ±0    |
|                   | Suleqatigiissitsisut | 1.193   | 4,1     | +4,1    | 1      | +1    |
|                   | Nunatta Qitornai     | 1.002   | 3,5     | +3,5    | 1      | +1    |
| Gesamt            | Gesamt               | 29.005  | 100,0   |         | 31     | ±0    |
| Gültige Stimmen   | Gültige Stimmen      | 29.005  | 99,0    |         |        |       |
| Ungültige Stimmen | Ungültige Stimmen    | 291     | 1,0     |         |        |       |
| Wahlbeteiligung   | Wahlbeteiligung      | 29.296  | 72,9    |         |        |       |
| Wahlberechtigte   | Wahlberechtigte      | 40.769  | 100,0   |         |        |       |
| Quelle:           |                      |         |         |         |        |       |

## Folgen
31 Politiker wurden ins 13. Inatsisartut gewählt. Am 4. Mai 2018 gab der amtierende Premierminister und Siumut-Vorsitzende Kim Kielsen die Bildung einer Vier-Parteien-Regierung aus seiner Partei und Partii Naleraq, Atassut sowie Nunatta Qitornai bekannt. Diese verfügt über eine Mehrheit von 16 der 31 Sitze im Parlament. Zugleich wurde bekannt gegeben, dass der Partii-Naleraq-Vorsitzende Hans Enoksen Lars-Emil Johansen im Parlamentsvorsitz nachfolgen soll.